# Evacanthus interruptus
Evacanthus interruptus är en insektsart som först beskrevs av Carl von Linné 1758, då som Cicada interrupta. Den ingår nu i släktet Evacanthus, och familjen dvärgstritar. Arten är reproducerande i Sverige.

## Bildgalleri

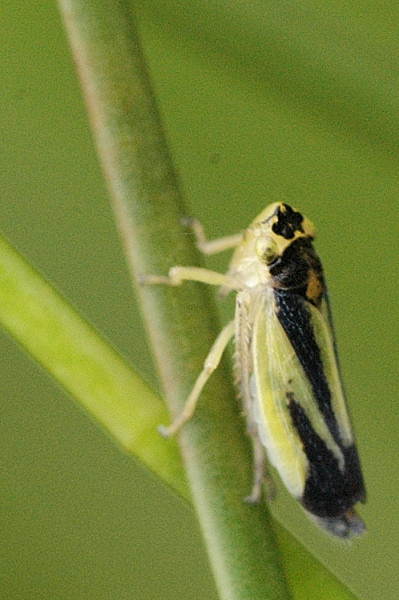
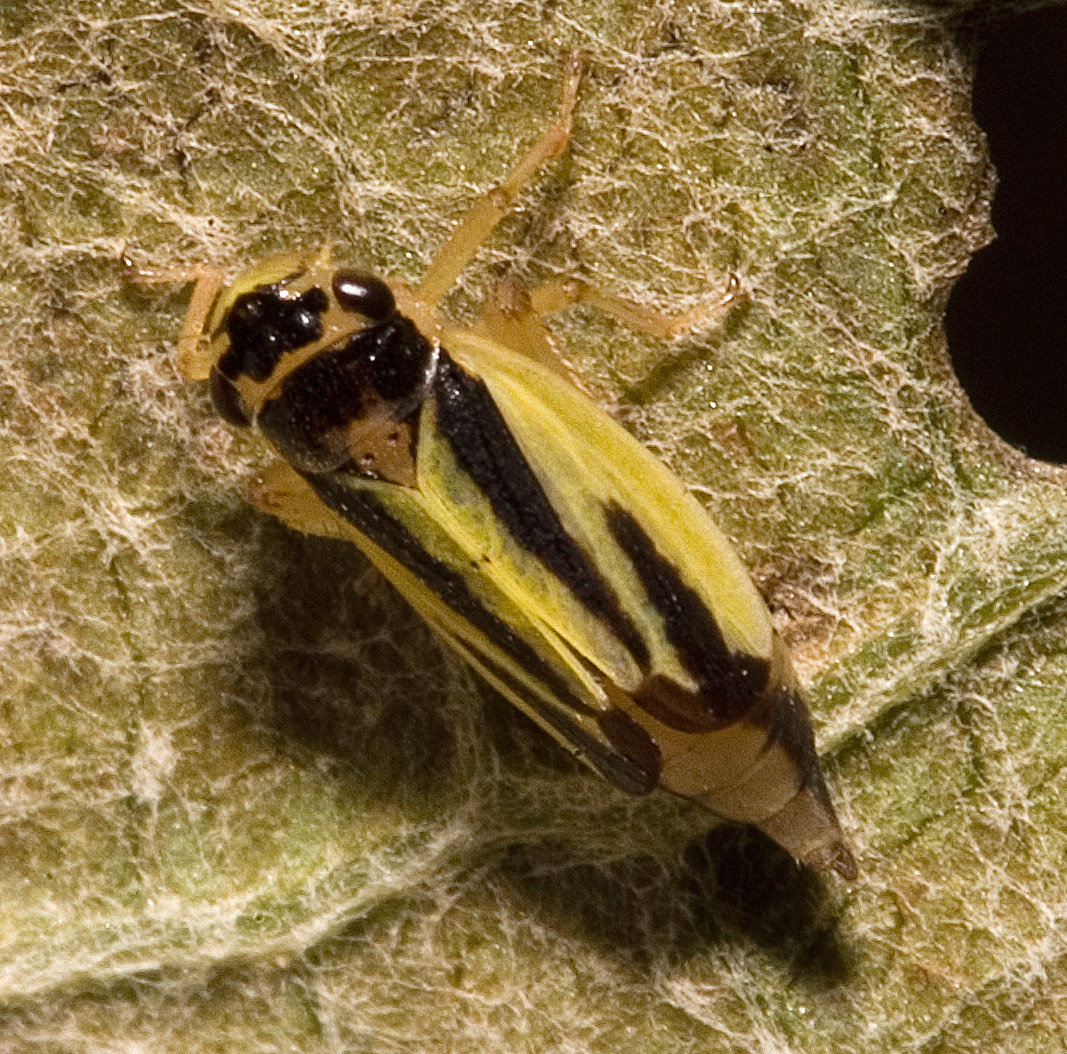
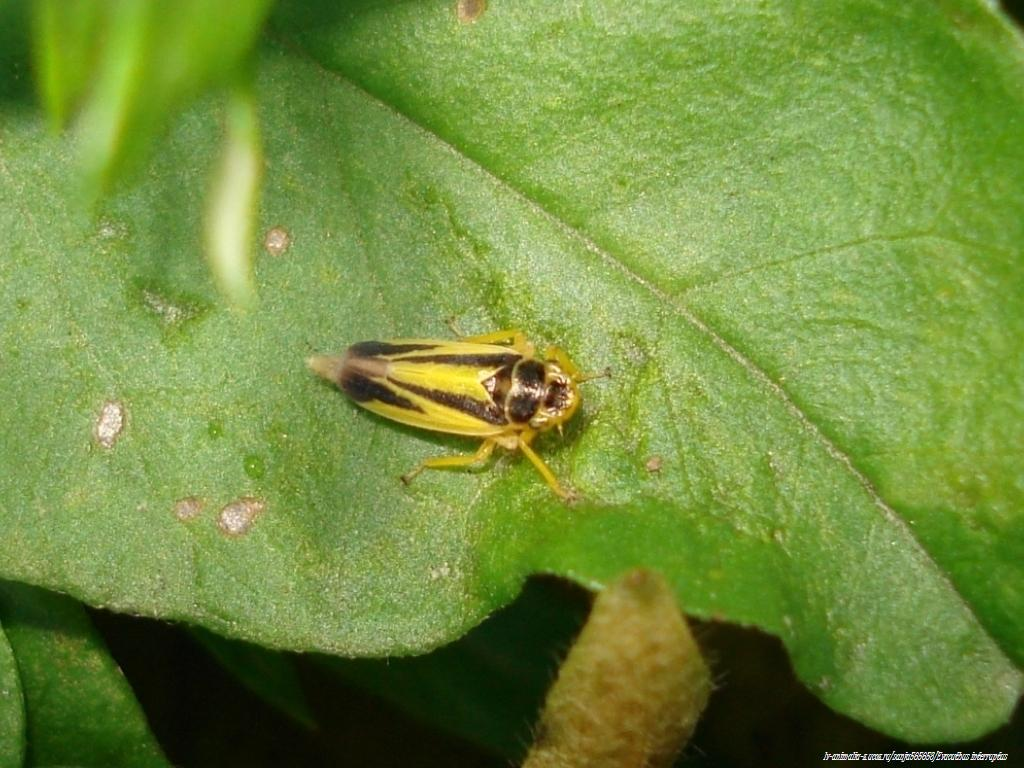